# Henning Holst
Henning Holst   (Copenhaguen, 25 d'octubre de 1891 - Hellerup, 20 de març de 1975) va ser un jugador d'hoquei sobre herba danès que va disputar tres Jocs Olímpics.
El 1920 va prendre part en els Jocs Olímpics d'Anvers, on va guanyar la medalla de plata com a membre de l'equip danès en la competició d'hoquei sobre herba.
Vuit anys més tard va disputar els Jocs d'Amsterdam, on quedà en cinquena posició en la competició d'hoquei sobre herba. La seva darrera participació en uns Jocs fou el 1932 a Los Angeles, on quedà eliminat en la primera ronda.